# 小承氣湯
小承氣湯出自《伤寒论》，屬寒下瀉下劑，有轻下热结，除满消痞之效。

## 组成
大黄 四兩，酒洗 厚朴二兩，炙，去皮 枳实三枚，大者，炙

## 用法
上三味，以水四升，煮取一升二合，去滓，分温二服。

## 主治
伤寒阳明腑实证。谵语潮热，大便秘结，胸腹痞满，舌苔黄，脉滑数，痢疾初起，腹中疠痛，或脘腹 胀满，裡急后重者。

## 原文
方中大黄泻热通便，厚朴行气散满，枳实破气消痞，诸药合用，可以轻下热结，除满消痞。

## 外部連結
- 大承氣湯 中藥方劑圖像數據庫 (香港浸會大學中醫藥學院) （中文）（英文）